# Discografia di Shontelle
Questa pagina contiene la discografia della cantautrice Rhythm and blues barbadiana Shontelle. Consiste in due album in studio, sei singoli da solista, un singolo in collaborazione con altri artisti e otto video musicali.

## Album

### Album in studio
| Anno | Dettagli                                                                       | Posizioni massime | Posizioni massime |
| Anno | Dettagli                                                                       | US                | UK                |
| ---- | ------------------------------------------------------------------------------ | ----------------- | ----------------- |
| 2008 | Shontelligence - Pubblicato: 18 novembre 2008 - Etichette: SRC, Motown Records | 115               | 147               |
| 2010 | No Gravity - Pubblicato: 21 settembre 2010 - Etichette: SRC, Motown Records    | 81                | —                 |

## Singoli
| Anno                                                                    | Singoli                          | Posizioni massime | Posizioni massime | Posizioni massime | Posizioni massime | Posizioni massime | Posizioni massime | Album          |
| Anno                                                                    | Singoli                          | US                | CAN               | DNK               | NOR               | IRL               | UK                | Album          |
| ----------------------------------------------------------------------- | -------------------------------- | ----------------- | ----------------- | ----------------- | ----------------- | ----------------- | ----------------- | -------------- |
| 2008                                                                    | T-Shirt                          | 36                | 41                | —                 | —                 | 26                | 6                 | Shontelligence |
| 2009                                                                    | Stuck with Each Other (con Akon) | —                 | —                 | —                 | —                 | 46                | 23                | Shontelligence |
| 2009                                                                    | Battle Cry                       | —                 | —                 | —                 | —                 | —                 | 61                | Shontelligence |
| 2010                                                                    | Impossible                       | 13                | 33                | 5                 | 16                | 47                | 9                 | No Gravity     |
| 2010                                                                    | Perfect Nightmare                | —                 | —                 | —                 | —                 | —                 | —                 | No Gravity     |
| 2010                                                                    | Licky (Under the Covers)         | —                 | —                 | —                 | —                 | —                 | —                 | No Gravity     |
| "—" indica che il singolo non è entrato nella classifica di quel Paese. |                                  |                   |                   |                   |                   |                   |                   |                |

### Collaborazioni
| Anno | Singolo                          | Posizioni massime | Posizioni massime | Posizioni massime | Album         |
| Anno | Singolo                          | FIN               | GER               | SWI               | Album         |
| ---- | -------------------------------- | ----------------- | ----------------- | ----------------- | ------------- |
| 2007 | Roll It (con J-Status e Rihanna) | 8                 | 33                | 89                | The Beginning |

## Videografia

### Video musicali
| Anno | Canzone                          | Regista        |
| ---- | -------------------------------- | -------------- |
| 2008 | Roll It (con J-Status e Rihanna) | Unknown        |
| 2008 | T-Shirt                          | Mike Ruiz      |
| 2008 | Battle Cry (video promozionale)  | Shontelle      |
| 2009 | Stuck with Each Other            | Sconosciuto    |
| 2009 | Battle Cry                       | Jessy Terrero  |
| 2009 | Pieces (con J-Status)            | Sconosciuto    |
| 2010 | Licky (Under the Covers)         | Ray Kay        |
| 2010 | Impossible                       | TAJ Stansberry |